# NGC 5550
NGC 5550 ist eine Spiralgalaxie vom Hubble-Typ Sb? im Sternbild Bärenhüter am Nordsternhimmel. Sie ist rund 332 Millionen Lichtjahre von der Milchstraße entfernt und hat einen Durchmesser von etwa 115.000 Lichtjahren.
Entdeckt wurde das Objekt am 4. April 1831 von John Herschel.